# مخطوطة المصحف بمشهد

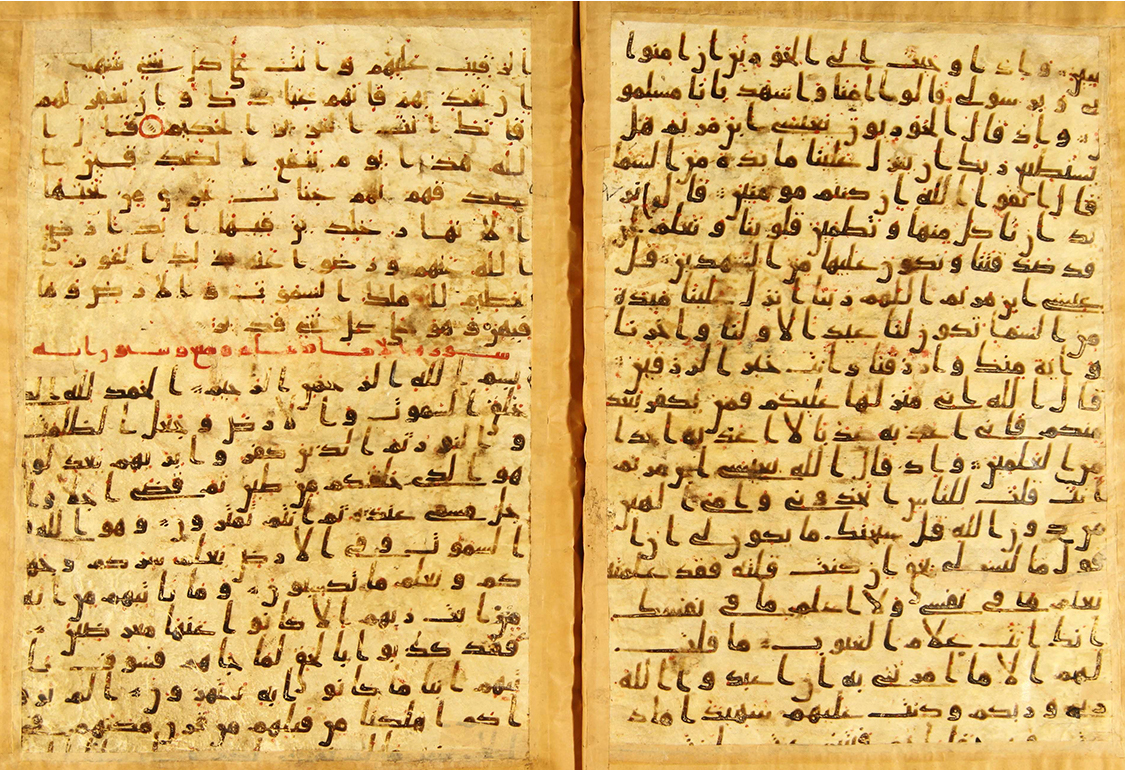
مخطوطة مشهد، المخطوطة MS18، الصفحات 50r، 49v

مصحف المشهد الرضوي أو مخطوطة مشهد هو مخطوطة قديمة للقرآن الكريم، محفوظة معظمها الآن في مخطوطتين، المخطوطة رقم 18 والمخطوطة رقم 4116، في مكتبة آستان قدس رضوي، في مدينة مشهد، في إيران. تشكل المخطوطة الأولى من 122 ورقة والثانية من 129 ورقة؛ وكلاهما يكونان أكثر من 90% من نص القرآن، وباقي المخطوط مفقود. :293يقع المخطوط الحالي في مجلدين منفصلين، الأول عنوانه (MS 18) و الثاني عنوانه (MS 4116). يحتوي المخطوط الأول على النصف الأول من القرآن الكريم، من البداية إلى نهاية السورة الثامنة عشر، سورة الكهف ، بينما يشتمل المخطوط الثاني والأخير على النصف الثاني، من منتصف السورة العشرين، سورة طه، إلى نهاية القرآن الكريم، ولم يُكتشف أي مخطوط للآن يحتوي على السور بين المخطوطين. :294 في شكلهما الحالي، تم إصلاح كلا الجزأين من مصحف المشهد الرضوي، واكتملت جزئيًا بقطع من المصاحف الكوفية اللاحقة وأحيانًا بخط النَّسخ الحديث، في عمل مميز لحفظ المخطوط من التفتت. :295
يحتوي مصحف المشهد الرضوي على جميع العناصر والخصائص الموجودة في أقدم المخطوطات القرآنية المعروفة تقريبًا، وبالتالي فلا توجد خلافات تُذكر في النص بينه وبين النسخة الحالية من ناحية النص. إن المجلدين المزدوجين للنص الرئيس، المكتوبين بالخط الحجازي، هما المخطوطات الحجازية الوحيدة المكتوبة بالتنسيق الرأسي في إيران. مثل جميع المخطوطات الحجازية القديمة، يحتوي مصحف المشهد الرضوي على قراءات مختلفة، واختلافات إقليمية للمخطوطات القرآنية، وخصوصيات إملائية، وأخطاء من النساخ الأصليين، والتي تم تصحيحها جزئيًا على أيدي لاحقة. تظهر النصوص والقواعد الإملائية في المخطوطة أمثلة على قواعد قديمة لم يتم التعرف عليها بالكامل بعد، وقد تُرجّح بأننا نجهل بعض القواعد الإملائية التي سبقت زمان علي بن أبي طالب وأبي الأسود الدؤلي، والتي تتجلى في العديد من الخصائص الإملائية. ولم نجد الزخرفة ولا تزيين حتى في عصابات السور، بل أضيفت بعض فواصل السور الخام في وقت لاحق، ولا نجدها إلا في الأقسام المجاورة.
النص في هذه المخطوطة مشابه جدَّا لـ Codex M a VI 165 المحفوظ في مكتبة جامعة توبنغن الألمانية [الإنجليزية] ، و Codex Arabe 331 في المكتبة الوطنية الفرنسية ، و Kodex Wetzstein II 1913 في مكتبة الدولة (برلين) . يشير التأريخ الكربوني المشع لهذه المخطوطات إلى عودتها للقرن السابع الميلادي.

## التسلسل الزمني
كُتِب مصحف المشهد الرضوي على رق بحجم كبير (حوالي 50 × 35 سم)، في المدينة المنورة أو الكوفة خلال القرن السابع. ومن المرجح أنها بقيت في الكوفة عدة عقود قبل أن تنتقل إلى منطقة خراسان، حيث احتفظ بها العلماء ومقرئو القرآن الكريم في نيسابور. وبعد عدة قرون، وضع صاحبها آنذاك صك وقف في بداية المخطوطة، يخصصها لمرقد الإمام علي الرضا. وفقًا للصك، كان المخطوط في ذلك الوقت يتألف من مجلدين منفصلين تم ربطهما في مجلد واحد.
منذ تسعة قرون، تم حفظ الجزئين (18 وr4116) في مكتبة آستان قدس في مشهد. ومن خلال الدراسة العلمية المكثفة في العقود الأخيرة، أصبحت المكانة الاستثنائية لمخطوطة مشهد واضحة بين المخطوطات القرآنية المبكرة الأخرى المحفوظة هناك.
- 50-100 هـ / 670-719 م: الإنتاج الأصلي للمخطوطة في المدينة المنورة أو الكوفة
- 100-300 هـ / 719-913 م: احتمال وجود المخطوطة في الكوفة
- 300-400 هـ / 913-1010 م: إعادة ترتيب السور في العراق أو إيران
- 400-500 هـ / 1010-1107 م: وجود المخطوطة في نيسابور
- حوالي 490 هـ / 1097 م: انتقال الملكية إلى المقري السروي
- حوالي 490 هـ / 1097 م: نسخ سورة الفاتحة على يد وجيه الشهامي
- حوالي 500-520 هـ / 1107-1127 م: وقف المخطوط إلى ضريح الإمام الرضا
- 996-1006 هـ / 1587-1598 م: حصار الأوزبك لمدينة مشهد وإخفاء الإيرانيين إلى المخطوطات القرآنية خوف تدميرها
- حوالي 1250 هـ / 1834 م :ترميم الجزء الأول من المخطوطة (المخطوطة رقم 18)
- 1348هـ/1970م: اكتشاف أوراق قرآنية مُخبَّأَة في جدران الضريح (منها المخطوطة رقم 4116)
- 1390 ق.م / 2011 م: إصلاحات للجزء الثاني من المخطوطة (MS 4116)
- 1393-1395 هـ / 2014-2016 م: اكتشاف أهمية مصحف المشهد الرضوي
- 1395–1400 ق.م / 2016–2021 م: فحص المحتويات الكاملة للمخطوطتين 18 و4116
- 1401-1402 هـ / 2022-2023 م: نشر نسخة طبق الأصل

## علم المخطوطات

### وصف
تتكون مخطوطة مشهد من مخطوطتين قرآنيتين، مرقمة 18 و 4116، محفوظة في مكتبة آستان قدس رضوي في مشهد، بإيران. وهو يمثل أحد أهم المصادر الأولية لدراسة التطور التاريخي للنص القرآني منذ العصر الإسلامي المبكر. ويحتوي المخطوط على أكثر من 252 صفحة اُكتُشفوا حتى الآن، وهو يحتوي على أكثر من 95% من النص القرآني، مما يجعله المصدر القرآني الوحيد الأكثر سلامة من القرن الأول الهجري (زمن النبي محمد والصحابة). هناك عدد قليل من المخطوطات الأخرى المبكرة ذات الخط الحجازي تظهر مزيجًا من الميزات الموجودة في هذا المخطوط. وبناءً على التحليلات النصية والإملائية والمتغيرات، بالإضافة إلى تسلسل سوره، يُعتقد أن النص الرئيس قد نُسخ في فترة مبكرة جدًا، أي خلال القرن الإسلامي الأول وربما في زمن الصحابة.
وفي حين أن نقل نصوصها يلتزم بالمعيار العثماني الرسمي للقرآن، فإن السمة المميزة لهذا المخطوط كانت الحفاظ الأولي على تسلسل سور ابن مسعود المميز، وهو ناجٍ نادر يُظهر هيكلًا تنظيميًا مبكرًا بديلًا. وفي مرحلة ما من القرون اللاحقة، أُعيد ترتيب التسلسل ليتوافق مع القاعدة العثمانية.
تحتوي المخطوطة رقم 18 على النصف الأول من القرآن الكريم، من بداية سورة الكهف إلى نهايتها. وتحتوي المخطوطة رقم 4116 على النصف الثاني من سورة طه إلى نهايتها. لتسهيل الرجوع إلى المخطوطة الموحدة، تمت الإشارة إلى صفحات المخطوطة 18 بالحرف "A" قبل رقم الصفحة، بينما أُشير إلى صفحات المخطوطة 4116 بالبادئة "B". ومن ثم، يشير "A12a" إلى الصفحة 12a من المخطوطة 18، ويشير "B12b" إلى الصفحة 12b من المخطوطة 4116.
صفحات مصحف المشهد الرضوي مرتبة عموديا وهي كبيرة نسبيا. تبلغ أبعاد MS 18 حوالي 5.34 × 2.46 سم؛ وأبعاد MS 4116 حوالي 30 × 40 سم. ونتيجة للضرر الذي حدث حول حواف أوراق الرق، فإن مساحة الكتابة المتبقية على الصفحات تتراوح بين 29×40 سم و27×39 سم. يبلغ عدد الأسطر في الصفحة عادة 22 أو 23 سطرًا، على الرغم من أنه في بعض الأحيان قد يصل إلى 20 سطرًا أو 25 سطرًا.
هذا التصميم العمودي، وعدد السطور، والحجم الكبير نسبيًا يميز مخطوطة مشهد عن المخطوطات القديمة الأخرى الموجودة في مجموعة مكتبة آستان قدس. وهذا يتناقض أيضًا مع مخطوطات الخط الحجازي أو المائل المحفوظة في المكتبات والمتاحف في الخارج.
وتجعل النسب مخطوطة مشهد قابلة للمقارنة مع مخطوطات أخرى مثل ŞE 71 (41.2 × 36 سم) في متحف الفنون التركية والإسلامية في إسطنبول، وIs1404 (47 × 38 سم) في مكتبة تشيستر بيتي في دبلن، وDAM 01-29.1 (42 × 30 سم) في دار المخطوفات في صنعاء، وMarcel3 (41 × 37 سم) في المكتبة الوطنية الروسية في سانت بطرسبرغ.
وقد خضع كلا الجزأين من مصحف المشهد الرضوي للترميم، مع استكمال بعض الصفحات باستخدام أجزاء من المصاحف بالخط الكوفي المتأخر، أو إعادة نسخها بخط النَّسخ أو الكتابة اليدوية الحديثة بالكامل. باستثناء هذه الإضافات اللاحقة، يعرض الجسم الرئيسي السمات التي حددها فرانسوا ديروش على أنها من النوع الحجازي BIa. إن نصها مشابه جدًا لتلك الموجودة في المخطوطة Ma VI 165 في جامعة توبنغن ، والمخطوطة Witzestein II 1913 في مكتبة ولاية بروسيا ، والمخطوطة Arabe 331 في المكتبة الوطنية الفرنسية .

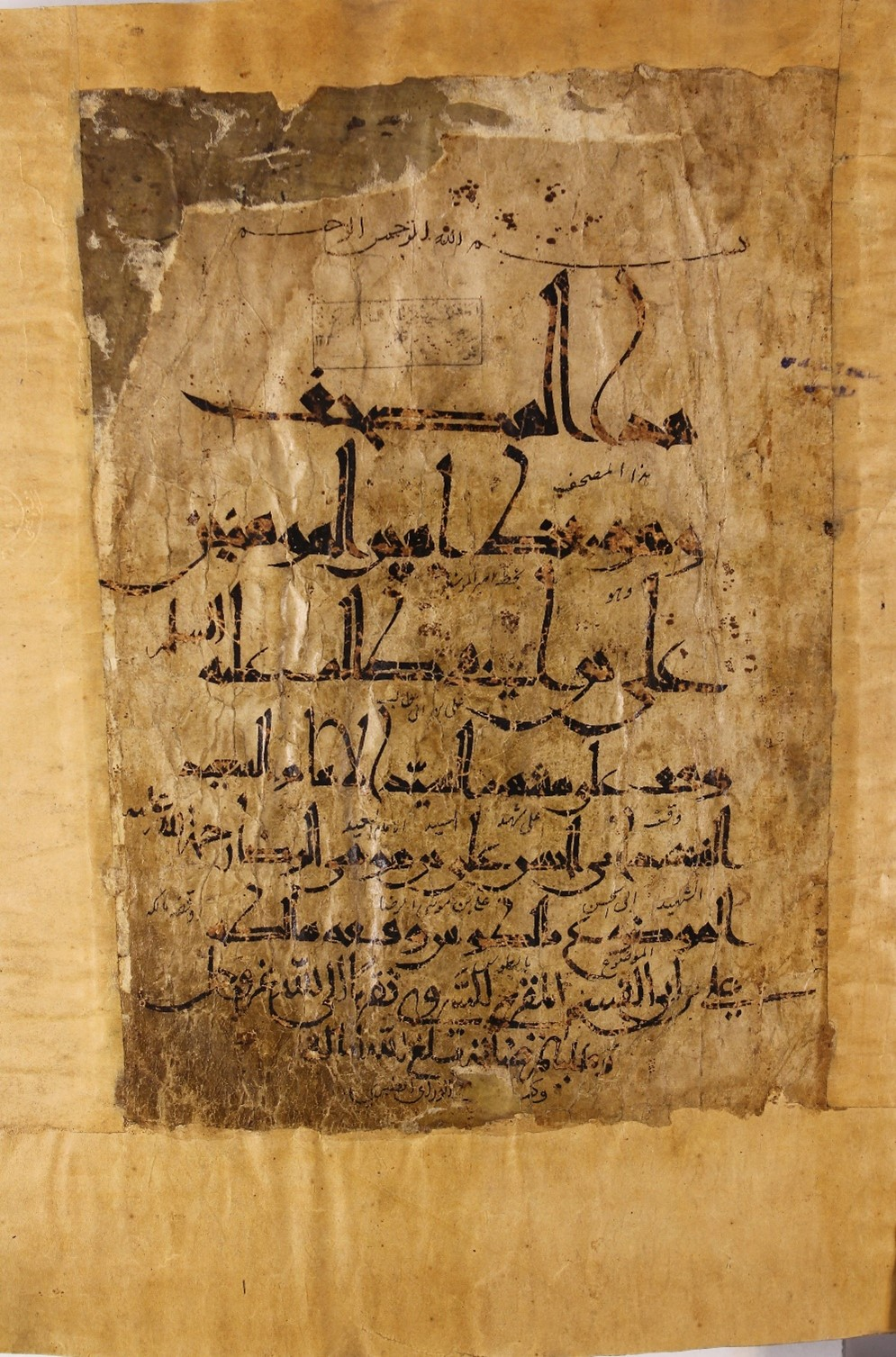
ومن وثيقة الوقف في بداية المخطوطة 18، والمكررة في آخر سورة الكهف بخط الواقف، يتبين أن هذا العمل أوقف في مجلدين منفصلين على مرقد الإمام الرضا في أواخر القرن الخامس أو أوائل القرن السادس الهجري.

### الوقف
أُوقِف المصحف بكلا جزئيه على حرم الإمام الرضا في أواخر القرن الخامس الهجري (الحادي عشر الميلادي). وقد وُضِع داخل الحرم منذ ذلك الحين. وكان واهبها هو علي بن أبي القاسم المُقرئ السروي، كما هو موثق بسند الوقف الموجود على الصفحة الأولى (A1a) من المخطوطة 18. تنص الوثيقة التي وقعها المقري السروي بصفته مالك المخطوطة في ذلك الوقت على ما يلي:
هذا المصحف الذي بخط أمير المؤمنين علي بن أبي طالب عليه السلام موقوف على ضريح الإمام الجليل الشهيد المبارك أبي الحسن علي بن موسى الرضا عليه السلام المدفون في طوس. هذا الوقف من صاحبه علي بن أبي القاسم المقرئ السروي، طلبًا للتقرب إلى الله تعالى ومرضاته. نسأل الله أن يحقق أمانيه.

### الإملاء
تميل القواعد الإملائية في مصحف المشهد الرضوي إلى الكتابة القديمة أو المعيبة، مما يشير إلى قدمها. الميزة الأكثر بروزًا هي حذف الألف الممدودة، مع العديد من الأمثلة في جميع أنحاء النص. :303

### المتغيرات
مثل جميع المخطوطات المبكرة، يحتوي مصحف المشهد الرضوي على قراءات متعددة في نفس الوقت، دون ملاحظة قراءة واحدة بانتظام. ومع ذلك، فإن القراءات السبع المنسوبة إلى القراء السبعة، والتي كانت شائعة منذ القرن الرابع الهجري (العاشر الميلادي)، لا تظهر إلا نادرًا في المخطوطات القرآنية في القرنين الإسلاميين الأولين. في أقدم المخطوطات، تشير الاختلافات إما إلى التمييز بين التقاليد الإقليمية (مكة، المدينة، الكوفة، البصرة، دمشق)، أو إلى اختلافات في الحروف والنقاط لا تلتزم بالضرورة بقارئ معين مشهور ولكنها ترجع إلى قراءات أحد صحابة النبي أو أتباعه. :305

### تسلسل السور

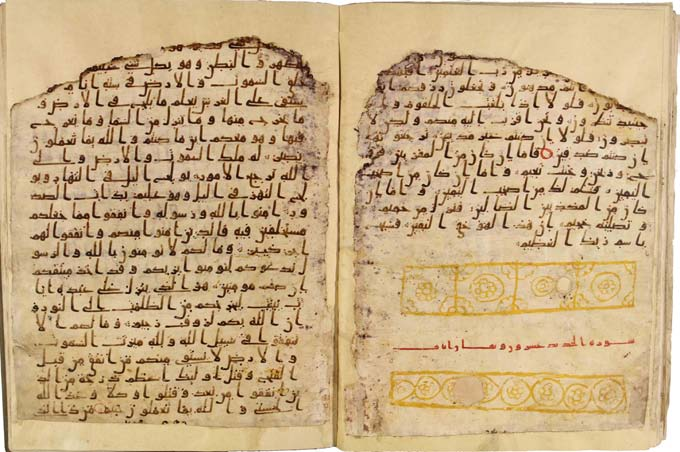
وبما أن العروض الرسمية للنص القرآني أصبحت تتبع النسخة العثمانية في جميع أنحاء العالم الإسلامي في القرون اللاحقة، فقد أعيد بناء ترتيب السور في مخطوطة مشهد لتتوافق مع التسلسل القانوني العثماني.

إن اترتيب الأصلي للسور في مخطوطة مصحف المشهد الرضوي يختلف عن ترتيب المصحف العثماني، فهو يتبع بدلًا من ذلك التسلسل المنسوب إلى الصحابي ابن مسعود. وهذا يوفر نظرة ثاقبة على التنظيم والنقل القرآني المبكر.

### عناوين السور
تعرض المخطوطة عناوين للسور لا تتوافق تمامًا مع التسمية الإسلامية التقليدية، مما يشير إلى اتفاقيات تسمية إقليمية أو إضافات لاحقة.

### التأريخ
وقد كشف علم دراسة الخطوط القديمة عن خصائص إملائية غريبة في هذا المخطوط، والتي لا يمكن أن تكون شائعة في منتصف القرن الثاني الهجري أو بعده، مع وجود بعض الاختلافات الإملائية التي لم يتم إثباتها إلا في القرن الأول.
لتأريخ الكربون المشع، أُخذَت عينات في 21 يناير 2020 من المخطوطات 18 و 4116 وإرسالها إلى مختبرات مختلفة للتحليل. تم إجراء ثمانية اختبارات إجمالًا في مختبر جامعة أريزونا (ومرة أخرى في جورجيا)، ومختبر المعهد الفيدرالي السويسري للتكنولوجيا في زيورخ ، ومختبر ORAU في أكسفورد - وهو عدد غير مسبوق من الاختبارات لأي مخطوطة قرآنية، وقد هدف العلماء الإيرانيون بذلك لتحديد التاريخ بأدق ما يمكن.
أشارت النتائج النهائية للاختبارات المذكورة أعلاه إلى أن صفحات مخطوطة مشهد تعود تاريخها على الأرجح إلى أواخر القرن الأول الهجري وأوائل القرن الثاني الهجري، بهامش انحرافين معياريين (2σ). وبدقة أكثر، فإن من نتائج الدراسة الكتابية والإملائية تُبيّن أنها تعود إلى أواخر القرن الأول الهجري. :321–325

## نسخة طبق الأصل
صدرَت الطبعة المطابقة للأصل من مخطوطة مصحف المشهد الرضوي في عامي 2022 و2023، وهي تقدم نُسَخًا عالية الجودة من المخطوطات الأصلية إلى جانب التعليقات الموسعة والرؤى العلمية. ويهدف هذا المنشور إلى تسهيل الوصول إلى هذه الوثيقة على نطاق أوسع دون المخاطرة بفقدان المخطوط.

## استقبال نقدي
إن النشر والدراسة التفصيلية لمخطوطة مشهد قد حظيَت بإشادة من علماء الدراسات القرآنية في جميع أنحاء العالم. وقد أشاد العديد من الخبراء في هذا المجال بالبحث الدقيق وأهمية هذه المخطوطة في فهم التاريخ المبكر لنقل القرآن الكريم.
أشاد مايكل كوك، وهو باحث في التاريخ الإسلامي بجامعة برينستون، بالعمل الذي تم إنجازه على مصحف المشهد الرضوي، قائلاً إنها «معرض رئيس في التاريخ غير المعروف للعلاقة بين النص القياسي والنصوص التي حلت محلها».
وعلى نحو مماثل، شدّد فرانسوا ديروش، الخبير الفرنسي في علم المخطوطات الإسلامية، على أهمية مصحف المشهد الرضوي، مشيرًا إلى أن: «طبعة الدكتور مرتضى كريمي نيا تثري معرفتنا بنقل نص القرآن، وبشكل عام، بتاريخه. بالإضافة إلى ذلك، فإن حالة المخطوطة، التي تضم أكثر من 95٪ من النص، تشكل حجة جديدة لإثبات أن نص القرآن كان منظمًا جيدًا في تاريخ مبكر جدًا من الإسلام».
وقد وصف نيكولاي سيناي [الإنجليزية] ، الأستاذ الألماني للدراسات الإسلامية بجامعة أكسفورد، نشر مصحف المشهد الرضوي بأنها «إنجاز رائد في مجال الدراسات المتعددة الجوانب للمخطوطات». وأضاف بأن «مستخدم هذه النسخة الرائعة سيشعر وكأنه حصل على حق الوصول المباشر إلى مخطوطة قرآنية قديمة دون قيود أثناء النظر من خلال زوج متطور من النظارات الرقمية التي تكمل القطعة الأثرية عبر طبقات مختلفة من المعلومات التكميلية والتحليل العلمي».
لاحظت إلنور سيلارد [الإنجليزية] (باحثة في علم الخط القديم والمخطوطات العربية في كوليج دو فرانس) على حسابها في موقع X (تويتر سابقًا) أن «عمل مرتضى كريمي نيا هو أحد أكثر المساهمات تألقًا في دراسة مخطوطات القرآن الكريم في السنوات الأخيرة»، موضحة السمات الفريدة الموجودة في مصحف المشهد الرضوي.